# Viva (film 2015)
Viva è un film del 2015 diretto da Paddy Breathnach.
Il film, ambientato a Cuba e girato in lingua spagnola, è stato presentato al Telluride Film Festival in Colorado il 4 settembre 2015. È stato inoltre selezionato per rappresentare l'Irlanda alla selezione per le nomination come miglior film in lingua straniera agli Oscar 2016.

## Riconoscimenti
- 2016 - Torino Gay & Lesbian Film Festival
  - Premio del pubblico per il Miglior film